# Quijorna
Quijorna – niewielka miejscowość w centralnej Hiszpanii we wspólnocie autonomicznej Madryt. Miasto leży ok. 40 km od Madrytu. Około połowa obszaru miasta leży na obszarze specjalnej ochrony ptaków. Zamieszkiwane przez ok. 2800 mieszkańców i obejmuje obszar 25 km².